# Sminthopsis bindi
Sminthopsis bindi — вид родини сумчастих хижаків, який мешкає на Землі Арнема, Північна територія, Австралія. Цей маловідомий вид, діапазон проживання якого за висотою становить від рівня моря до кількох сотень метрів. У цілому є лише близько 20 записів виду. Живе на кам'янистих пагорбах в евкаліптових зарослях. Вага: 12—14 гр.

## Етимологія
Д-р Стів Ван Дейк повідомив, що «Бінді» — це ім'я для малих dasyuridae (хижих сумчастих) на мові народу Явойн, традиційних власників землі, на якій були виявлені більшість зразків". 

## Загрози та охорона
Здається, немає серйозних загроз для цього виду. Здичавілі коти, ймовірно, полюють на цих сумчастих. Вид був зареєстрований в Національному парк Какаду.